# Zafra (Columbellidae)
Zafra là một chi ốc biển, là động vật thân mềm chân bụng sống ở biển trong họ Columbellidae.

## Các loài
Các loài trong chi Zafra gồm có:
- Zafra aequatorialis (Thiele, 1925)
- Zafra alternata (Gould, 1860)
- Zafra altispira Bozzetti, 2008[2]
- Zafra ambonensis de Maintenon, 2008[3]
- Zafra atrata (Gould, 1860)
- Zafra bilineata de Maintenon, 2008[4]
- Zafra brevissima (Hervier, 1899)
- Zafra cinnamomea (Hervier, 1899)
- Zafra comistea (Melvill, 1906)
- Zafra darwini (Angas, 1877)
- Zafra debilis Hedley, 1915
- Zafra digglesi Brazier, 1874
- Zafra exilis (Philippi, 1849)[5]
- Zafra farasanensis Neubert, 1998[6]
- Zafra fuscolineata Oliver, 1915
- Zafra fuscomaculata (Thiele, 1925)
- Zafra geyserensis Drivas & Jay, 1997
- Zafra hahajimana (Pilsbry, 1904)
- Zafra hedleyi (Thiele, 1930)
- Zafra hervieri (Pace, 1902)
- Zafra kaicherae Drivas & Jay, 1990
- Zafra kermadecensis Oliver, 1915
- Zafra marisrubris Neubert, 1998[7]
- Zafra melitoma (Melvill & Standen, 1901)
- Zafra microstoma (Thiele, 1925)
- Zafra minuta (Gould, 1860)
- Zafra mitriformis A. Adams, 1860
- Zafra morini (Viader, 1938)
- Zafra niasensis (Thiele, 1925)
- Zafra obesula (Hervier, 1899)
- Zafra ocellatula (Hervier, 1899)
- Zafra ornata (Pease, 1868)
- Zafra padangensis (Thiele, 1925)
- Zafra paulina (Thiele, 1925)
- Zafra phaula (Melvill & Standen, 1901)
- Zafra pumila (Dunker, 1858)
- Zafra rapanuiensis Raines, 2002[8]
- Zafra rufopiperata (Smith, 1884)
- Zafra salutaris (Melvill, 1910)
- Zafra savignyi (Moazzo, 1939)[9]
- Zafra saviniae (Viader, 1951)
- Zafra selasphora (Melvill & Standen, 1901)[10]
- Zafra semiclatriata Sleurs, 1987
- Zafra seminulum (Thiele, 1925)
- Zafra smithi (Angas, 1877)
- Zafra subvitrea (Smith, 1879)
- Zafra succinea (Hervier, 1899)
- Zafra taylorae Raines, 2002[11]
- Zafra townsendi (Melvill & Standen, 1901)
- Zafra troglodytes (Souverbie in Souverbie & Montrouzier, 1866)
- Zafra ulinganensis Sleurs, 1987
- Zafra vercoi (Thiele, 1930)
- Zafra vexillum Bozzetti, 2008[12]
- Zafra virginea (Gould, 1860)